# 鳥取県立県民文化会館
鳥取県立県民文化会館（とっとりけんりつけんみんぶんかかいかん）は、鳥取県鳥取市にある多目的ホール。通称・とりぎん文化会館。

## 概要
主にコンサートホールとして使用されている梨花ホールの他、多数の施設を備えており、地域文化の発信拠点となっている。運営は公益財団法人鳥取県文化振興財団が行っている。
施設命名権導入により、2008年（平成20年）4月1日から愛称をとりぎん文化会館に変更した。

### 主な施設
- 梨花ホール: 1990席（三階層）
- 小ホール : 374～500席（可変）
- フリースペース
- 会議室（8室）
- リハーサル室
- 展示室
- 練習室（4室）

## 命名権
鳥取県は、命名権導入のため、2007年（平成19年）11月20日から2008年（平成20年）1月16日までの2ヶ月間、スポンサー企業を募集した。募集には複数の企業が応募があり、鳥取市を拠点とする地方銀行の鳥取銀行が選定された。その後契約内容の折衝を重ね、2008年（平成20年）2月14日に正式契約を締結。2008年（平成20年）4月1日より鳥取銀行の愛称「鳥銀」を冠したとりぎん文化会館の愛称の使用が開始された。また、鳥の翼を模したシンボルマークも制定されている。
なお、施設の正式名称である「鳥取県立県民文化会館」も継続して使用されている。

## 交通アクセス
- JR西日本鳥取駅下車。
  - 路線バス砂丘・湖山・賀露方面行または県庁周りに乗車、「県庁日赤前」下車。
  - 100円循環バスくる梨（赤コース・青コースBルート・緑コース）に乗車、「とりぎん文化会館」下車。
  - 徒歩約20分。
- 鳥取空港より タクシーで20分。